# وزارة الثقافة والرياضة (كازاخستان)
وزارة الثقافة والرياضة في جمهورية كازاخستان (MCS RK، القازاقية: Қазақстан Республикасы Мәдениет және спорт министрлігі, رومنة: Qazaqstan Respwblïkası Mädenïet jäne sport mïnïstrligi، ҚР МСМ؛ الروسية: Министерство культуры и спорта Республики Казахстан، МКС РК) هي الهيئة التنفيذية المركزية في حكومة كازاخستان، التي تدير مجالات الثقافة والاستقرار السياسي الداخلي والوئام بين الأعراق وتطوير اللغات ورموز الدولة والنظام الاجتماعي للدولة والأرشفة والتوثيق والأنشطة الدينية والتربية البدنية والرياضة والمقامرة، فضلاً عن التنسيق بين القطاعات والتنظيم الحكومي. 

## تاريخ الوزارة
أنشئت الوزارة بموجب القرار الجمهوري رقم 875 بتاريخ 6 أغسطس 2014م بنقل المهام والصلاحيات:
- من وزارة الثقافة في جمهورية كازاخستان؛
- في مجال شؤون الأرشيف والتوثيق - من وكالة جمهورية كازاخستان للاتصالات والمعلومات؛
- من وكالة جمهورية كازاخستان للشؤون الدينية؛
- من وكالة جمهورية كازاخستان للرياضة والثقافة البدنية.

عيّن الرئيس نور سلطان نزاربايف أريستانبيك محمديولي وزيراً للثقافة والرياضة في جمهورية كازاخستان في 5 أغسطس 2014.

## عمل الوزارة
- المشاركة في تطوير وتنفيذ السياسة العامة في مجالات الثقافة وحماية واستخدام التراث التاريخي والثقافي وتطوير اللغات وأعمال الأرشيف والتوثيق والأنشطة الدينية والتفاعل مع الجمعيات الدينية والثقافة البدنية والرياضة وأعمال المقامرة؛
- تنفيذ التنسيق بين القطاعات في مجالات الثقافة وحماية واستخدام أشياء التراث التاريخي والثقافي وسياسة اللغة وأعمال الأرشيف والتوثيق والنظام الاجتماعي للدولة والثقافة البدنية والرياضة. [4]

## الهيكل التنظيمي للوزارة

### الإدارات
- قسم أعمال الأرشيف والتوثيق؛
- قسم التحليل والتخطيط الاستراتيجي؛
- وزارة الثقافة والفنون؛
- قسم الاقتصاد والمالية؛
- إدارة الأنشطة التربوية والعلمية والتعاون الدولي؛
- إدارة الخدمات القانونية.

### اللجان
- لجنة الرياضة والثقافة البدنية؛
- لجنة الشؤون الدينية؛
- لجنة تطوير اللغات والعمل الاجتماعي والسياسي.

### خدمات
- خدمة الأسرار العامة، أعمال التعبئة؛
- خدمة إدارة الموظفين؛
- خدمة التدقيق الداخلي.